# Reset (Álbum de Atari Teenage Riot )
Reset es el quinto álbum de estudio de la banda Atari Teenage Riot, lanzado el 9 de febrero de 2015. 

## Lista de canciones
1. "J1M1" – 3:15
2. "Street Grime" – 3:12
3. "Reset" – 4:28
4. "Death Machine" – 3:55
5. "Modern Liars" – 4:03
6. "Cra$h" – 3:43
7. "New Blood"  – 3:51
8. "Transducer"  – 5:21
9. "Erase Your Face" – 3:35
10. "We Are From The Internet" – 4:52